# Жванецький замок
Жванецький замок — споруджено у XV столітті, неодноразово перебудовано у XVI–XVII століттях.  Значно зруйнований протягом XX століття. Розташований на березі річки Жванчик між Кам'янцем-Подільським і Хотином у селі Жванець, Кам'янець-Подільського району, Хмельницької області. Планується реконструкція, і перетворення вежі замку в церкву ПЦУ. 

## Історія

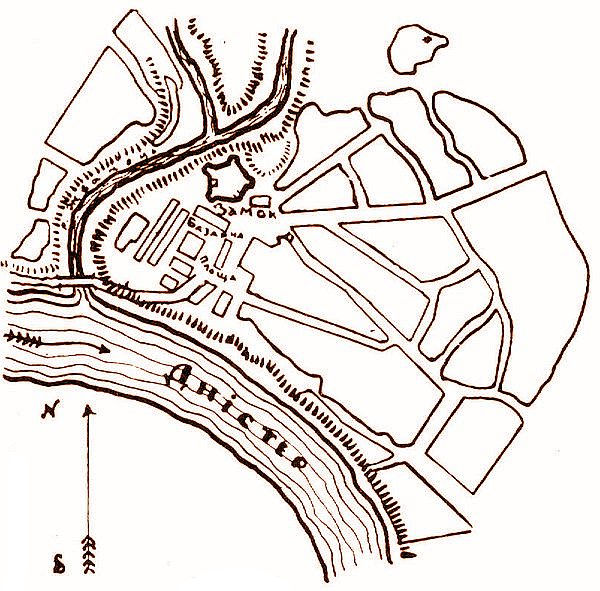
План Жванецького замку

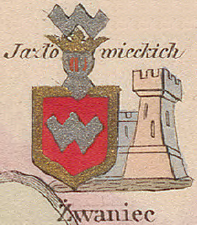
Жванецький замок на мапі Зигмунда Герстмана

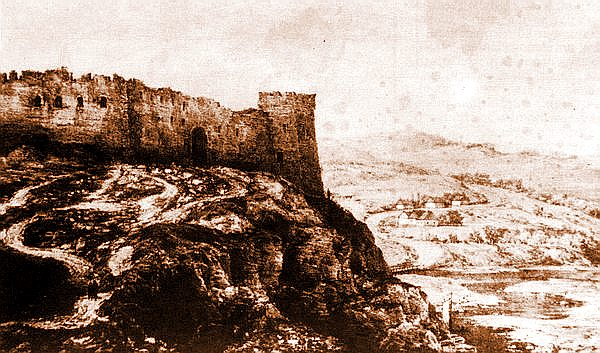
Жванецький замок, де була битва в 1653 р. Наполеон Орда. 1876

Перші оборонні споруди на місці замку закладені в XV ст. Протягом XVI століття укріплення були перебудовані в п'ятикутний в плані замок. На початку XVII століття вони модернізуються з добудовою кам'яно-земляних валів вздовж стін з боку двору за сприяння генерального старости Поділля Валентія Александра Каліновського. Під валом влаштовуються кам'яні казематні приміщення.
Н початку кам'яних споруд було мало, можливо мурованою була північна вежа. Археологічні розкопки показали, що ця вежа споруджена на місці більш давньої, яка була у вигляді відкритого з боку фортеці бастіону.
Замок в 16 столітті набув п'ятикутного виду, а на початку 17 століття був розбудований Валентином-Олександром Калиновським під оновлені військові вимоги — башти були перебудовані у бастеї, щоб мати змогу протистояти артилерії. Хоча замок пізніше декілька разів перебудовувався і укріплювався, за Валентина Калиновського він отримав більш-менш остаточний вигляд, замок мав п'ять веж, шостою була вежа над воротами.
Замок зазнав у 17 столітті значних руйнувань, коли фортецю Ян ІІІ Собеський в 1673 та 1684 році відбивав від турків, він також руйнував ці укріплення. У 1768 році турки та татари востаннє захоплювали Жванець, в 1769 році фортеця стала укріпленням Барської конфедерації. Все це привело до занепаду твердині. Власники замку часто змінюються, в 1844 році російський уряд викупив замок з надією спорудити тут велику військову фортецю. План утворення фортеці був забутий і замок залишився пусткою, його поступово розбирали на будівельний матеріал.

## Будова
Найкраще збережена північна п'ятигранна вежа. Її чотири сторони, довжиною кожна 9 м, стоять на крутому схилі, п'ята, довжиною 7,5 м, виходить на майданчик двору. Товщина стін у першому ярусі 2 м. Кожен ярус мав самостійні входи. Бійниці двох нижніх ярусів з прямокутними світловими отворами.

## Цікавий факт
На території замку знаходиться ДОТ так званої «Лінії Сталіна» системи вузлових оборонних споруд на кордоні СРСР (до 1939 року). Ця кулеметна точка прострілювала долину Дністра, Жванчика і Збруча на багато кілометрів і була гарним місцем огляду та переваги над противником з давніх часів.

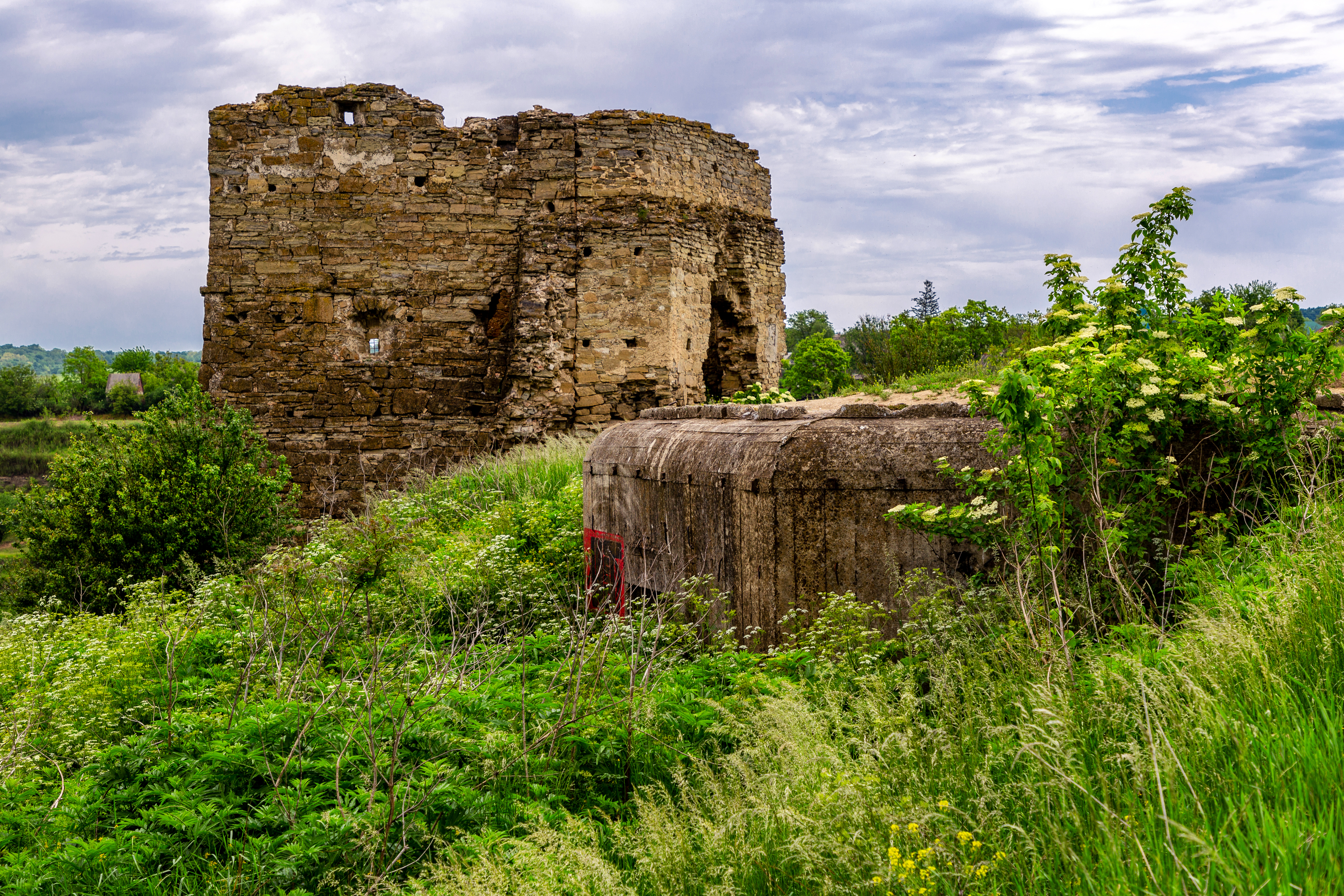
Замок і ДОТ часів ІІ світової
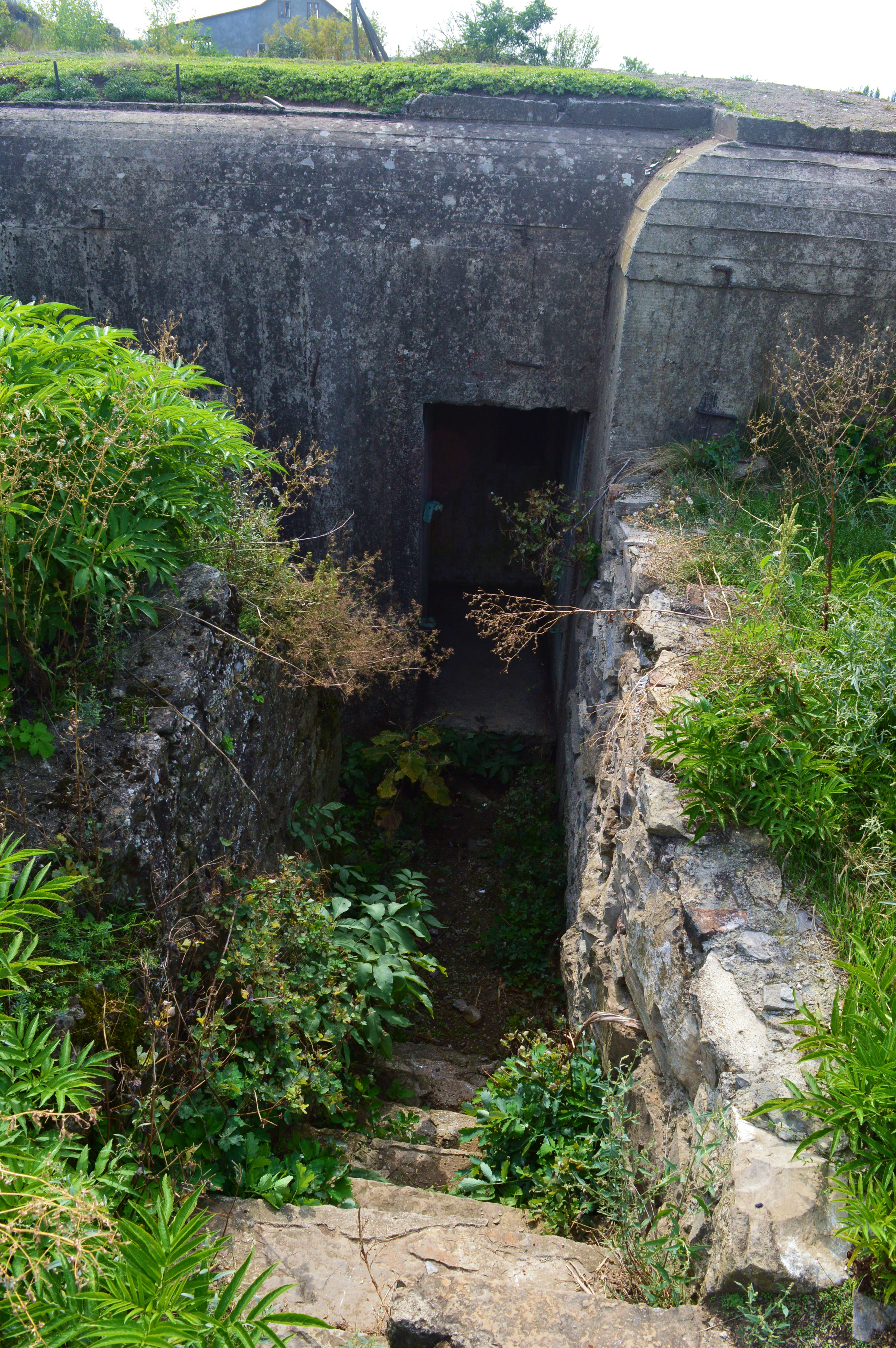
ДОТ часів ІІ світової біля замку Жванець
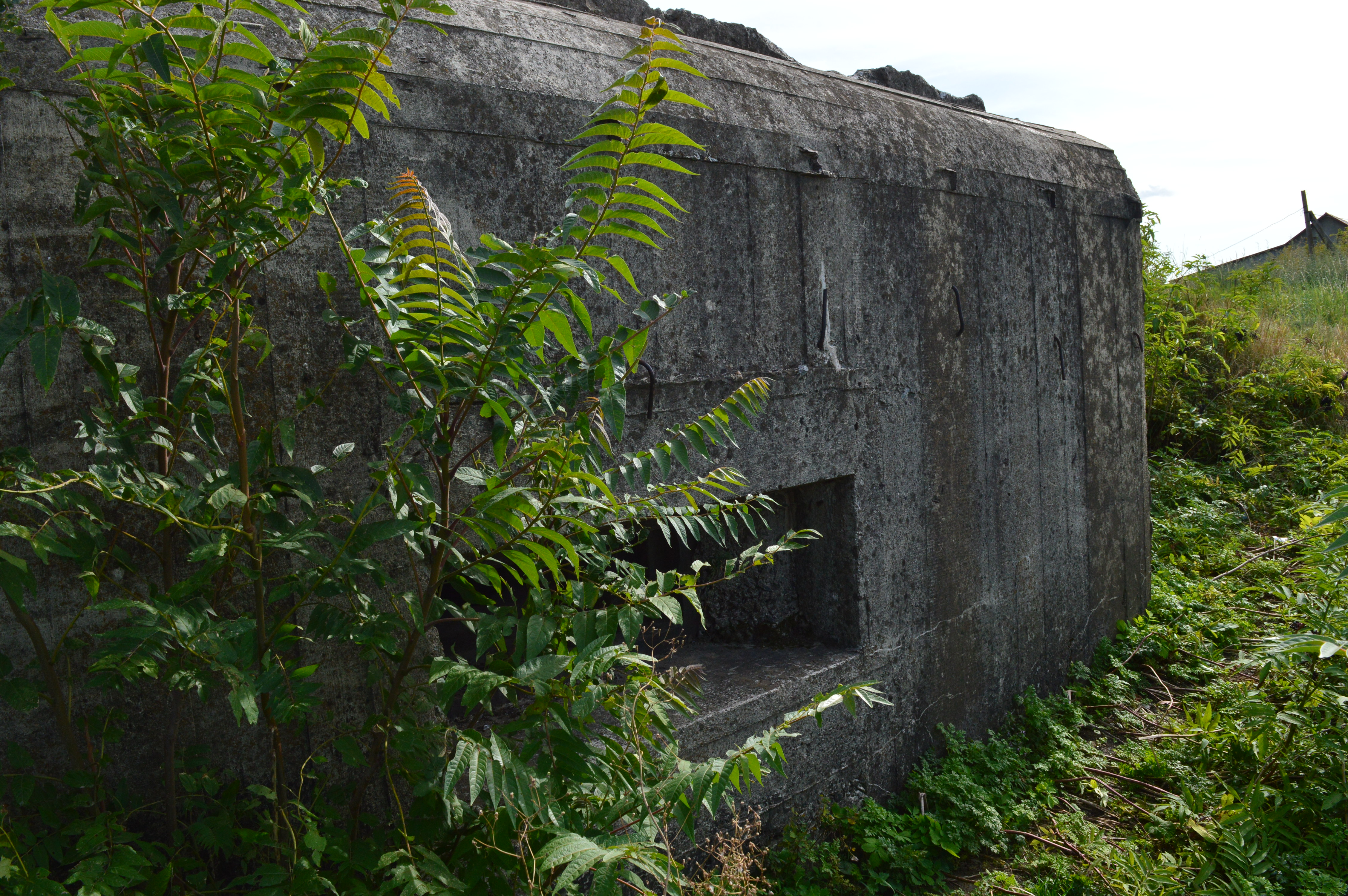
ДОТ ІІ світової війни

Поблизу замку знаходиться село Окопи у якому є цікава фортифікаційна споруда фортеця Святої Трійці, або давня польська назва «Окоп Гори Святої Трійці», польською Okop Góry Świętej Trójcy.

## Світлини

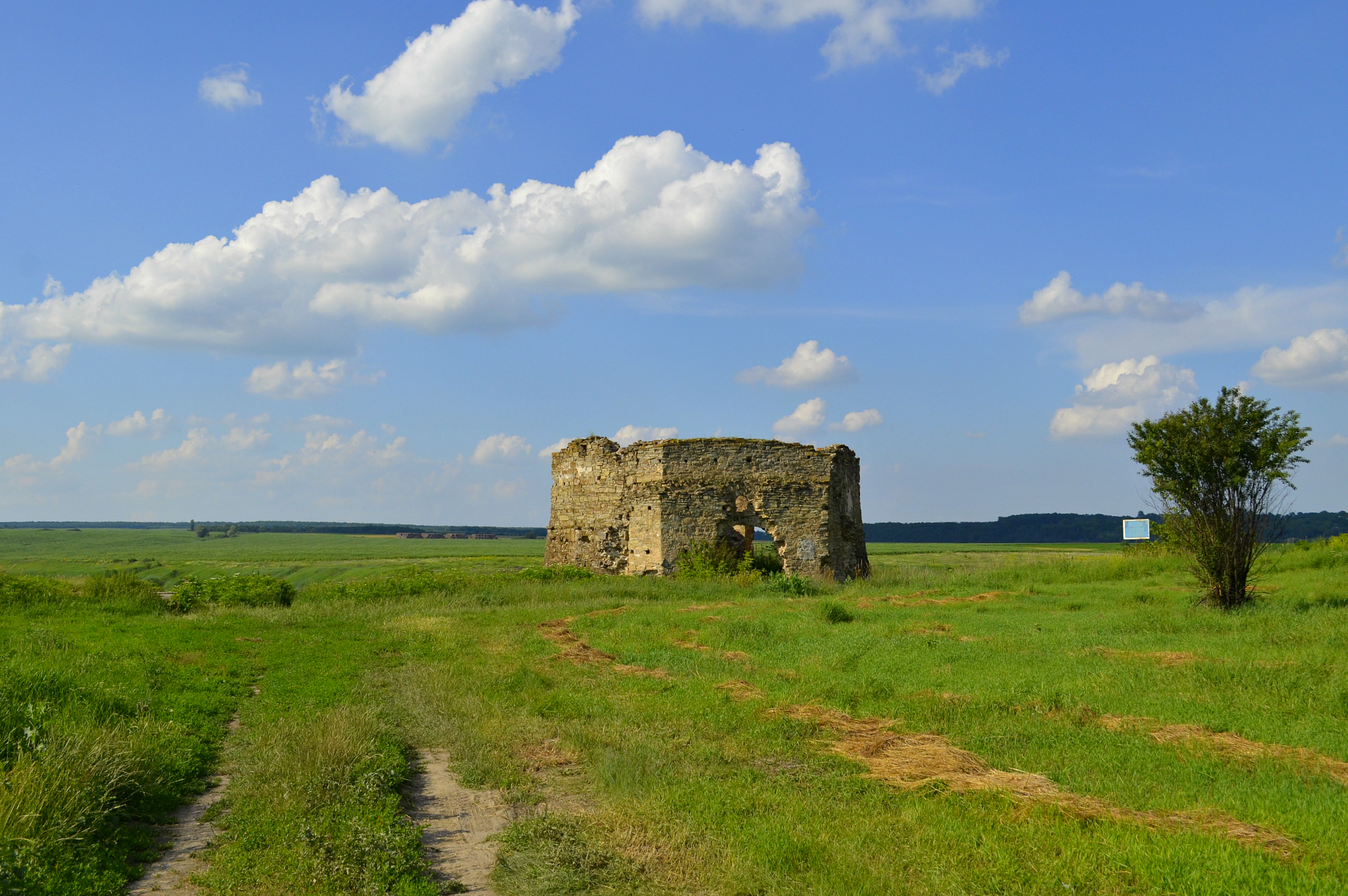
Дорогою до руїн
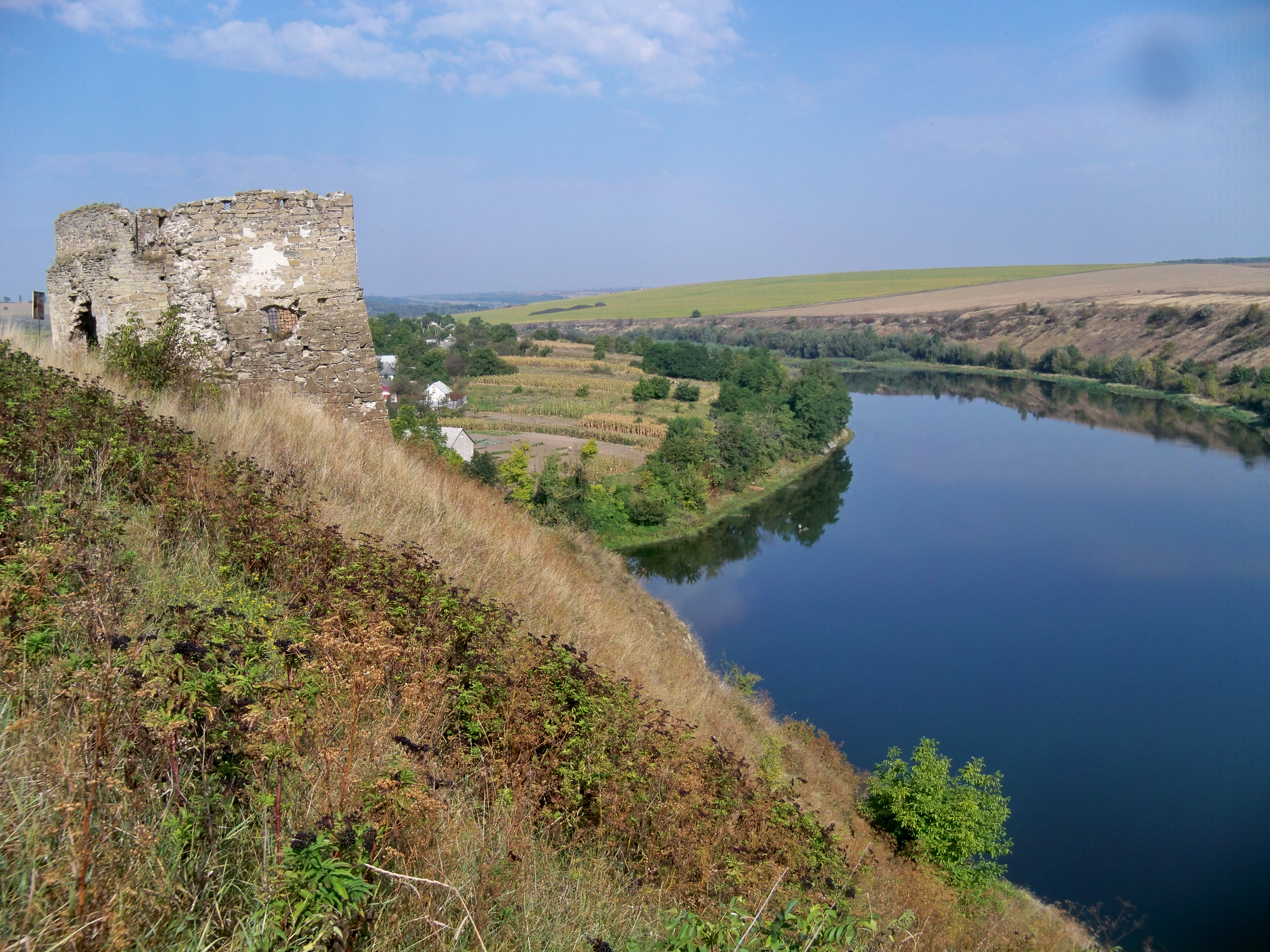
Замок над рікою
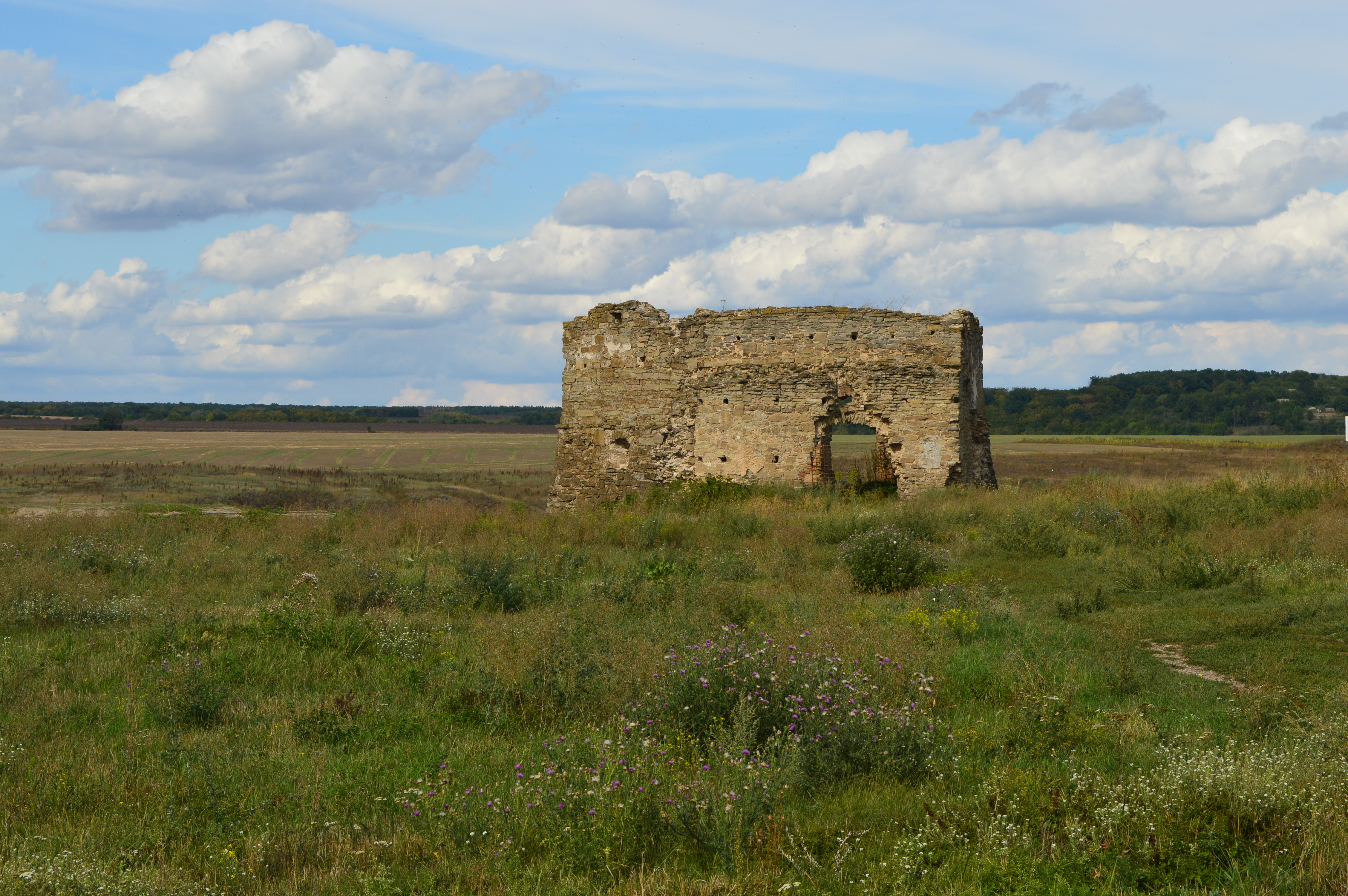
П'ятигранна вежа Замку Жванець
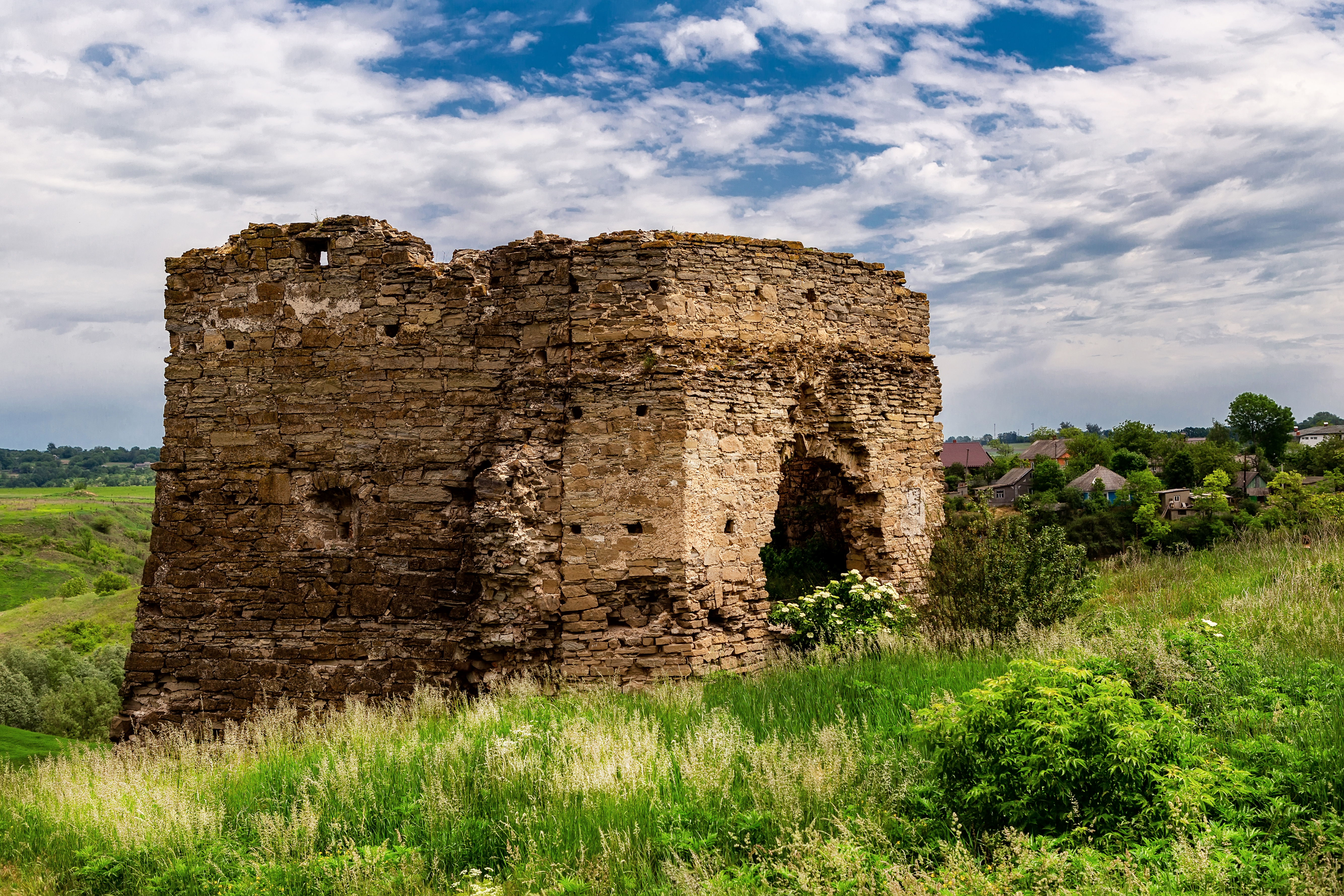
Замок 2020 рік
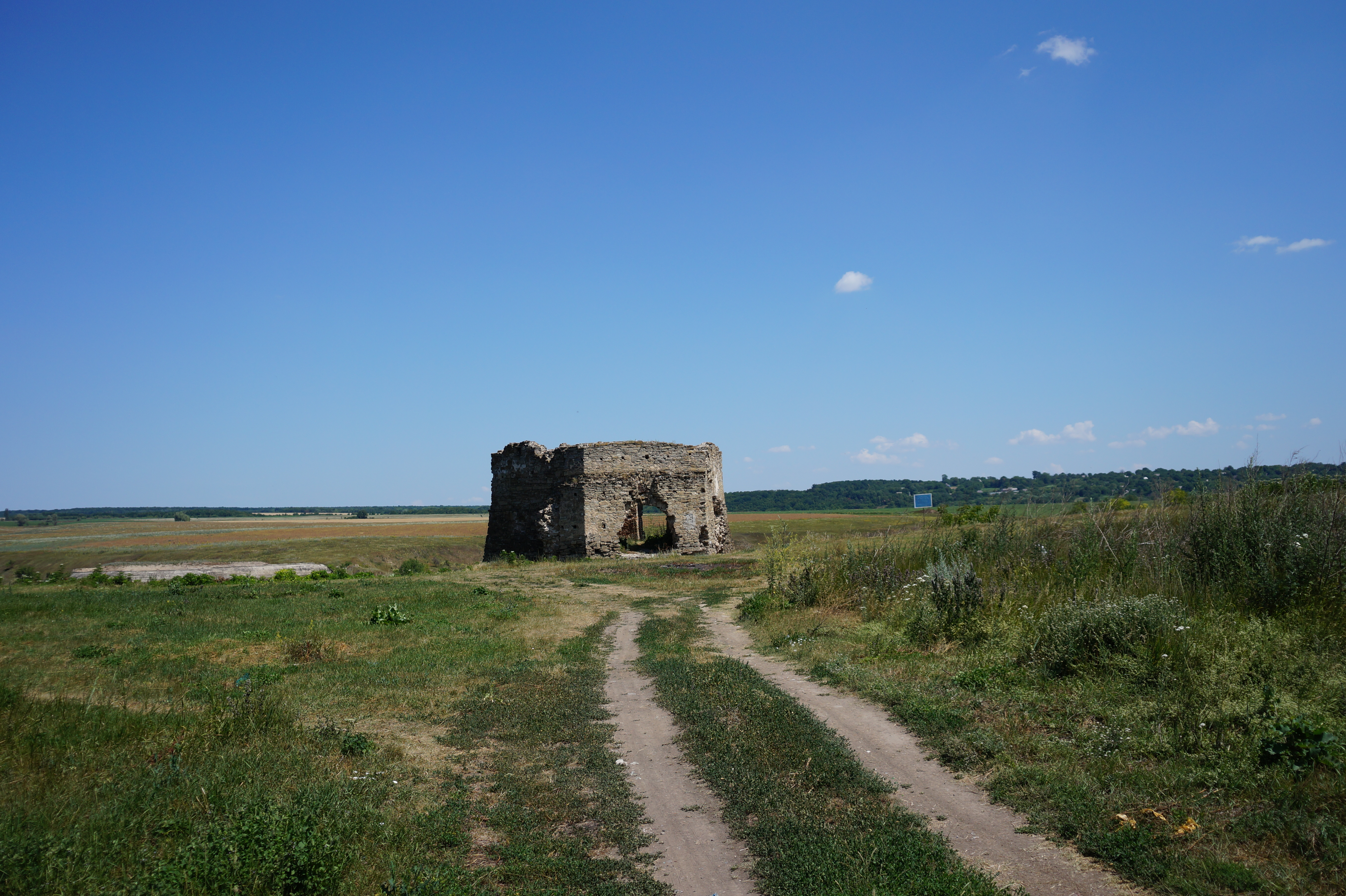
Двір Замку
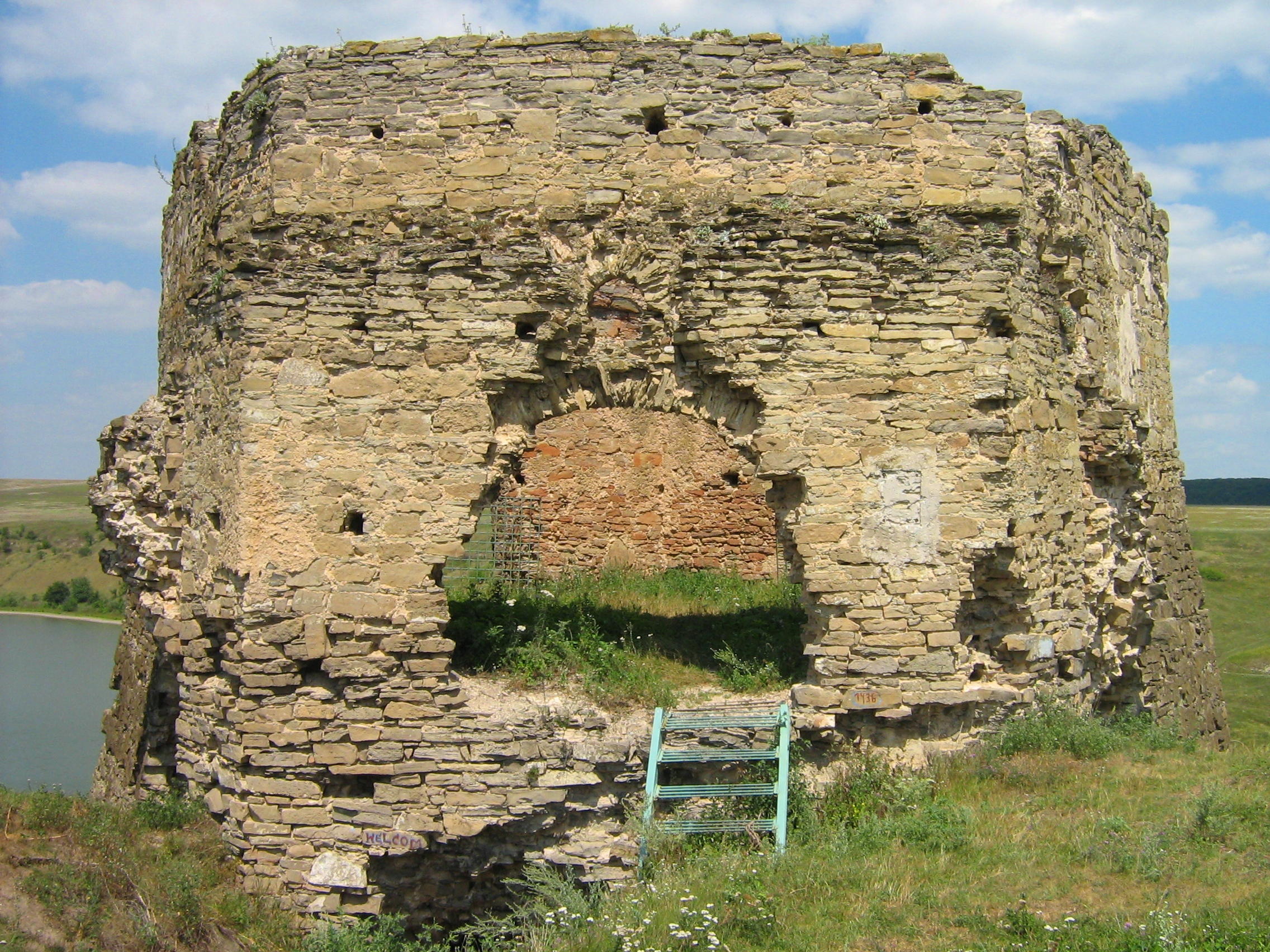
Оборонна вежа
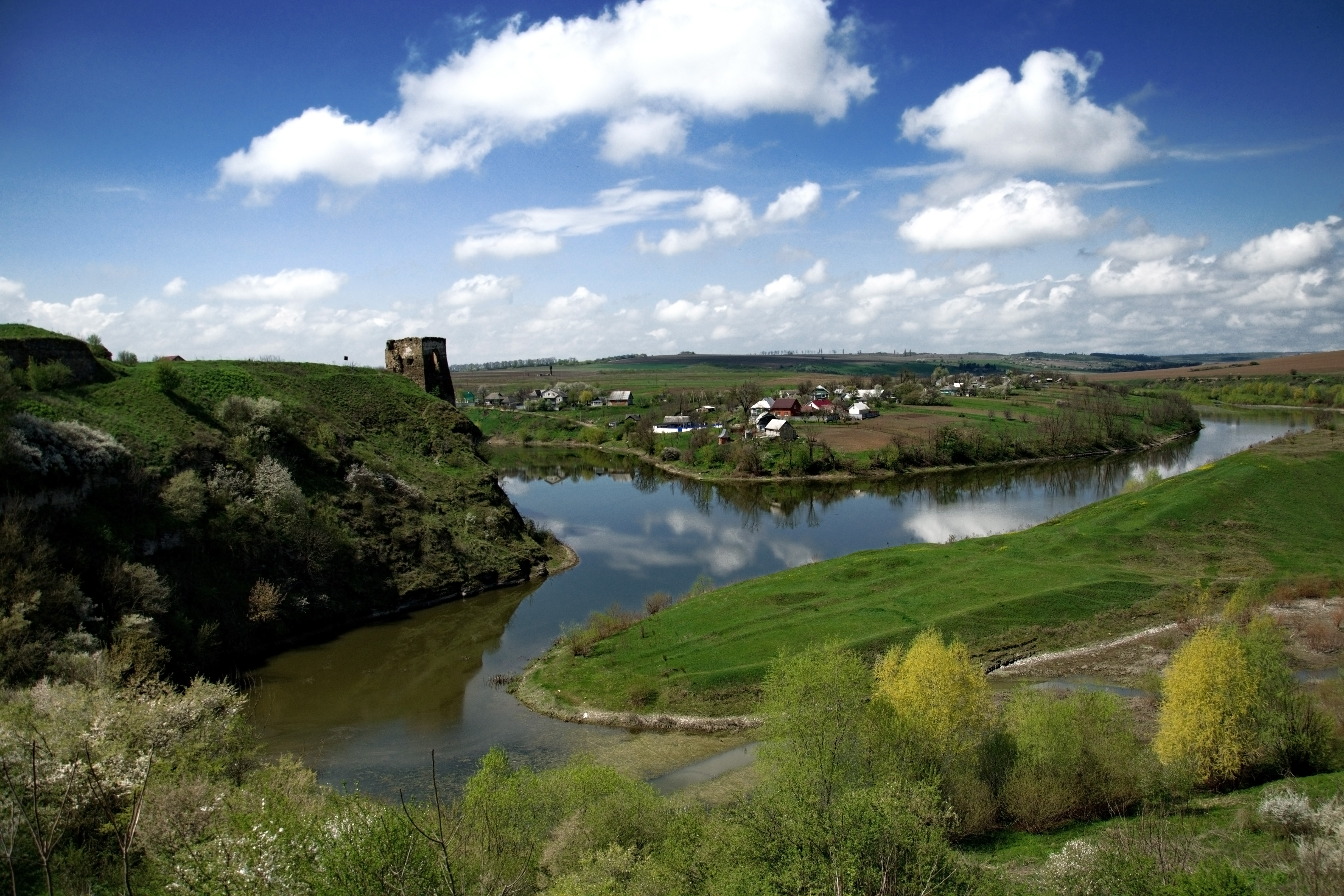
Руїни Замку в селі Жванець над річкою Жванчик
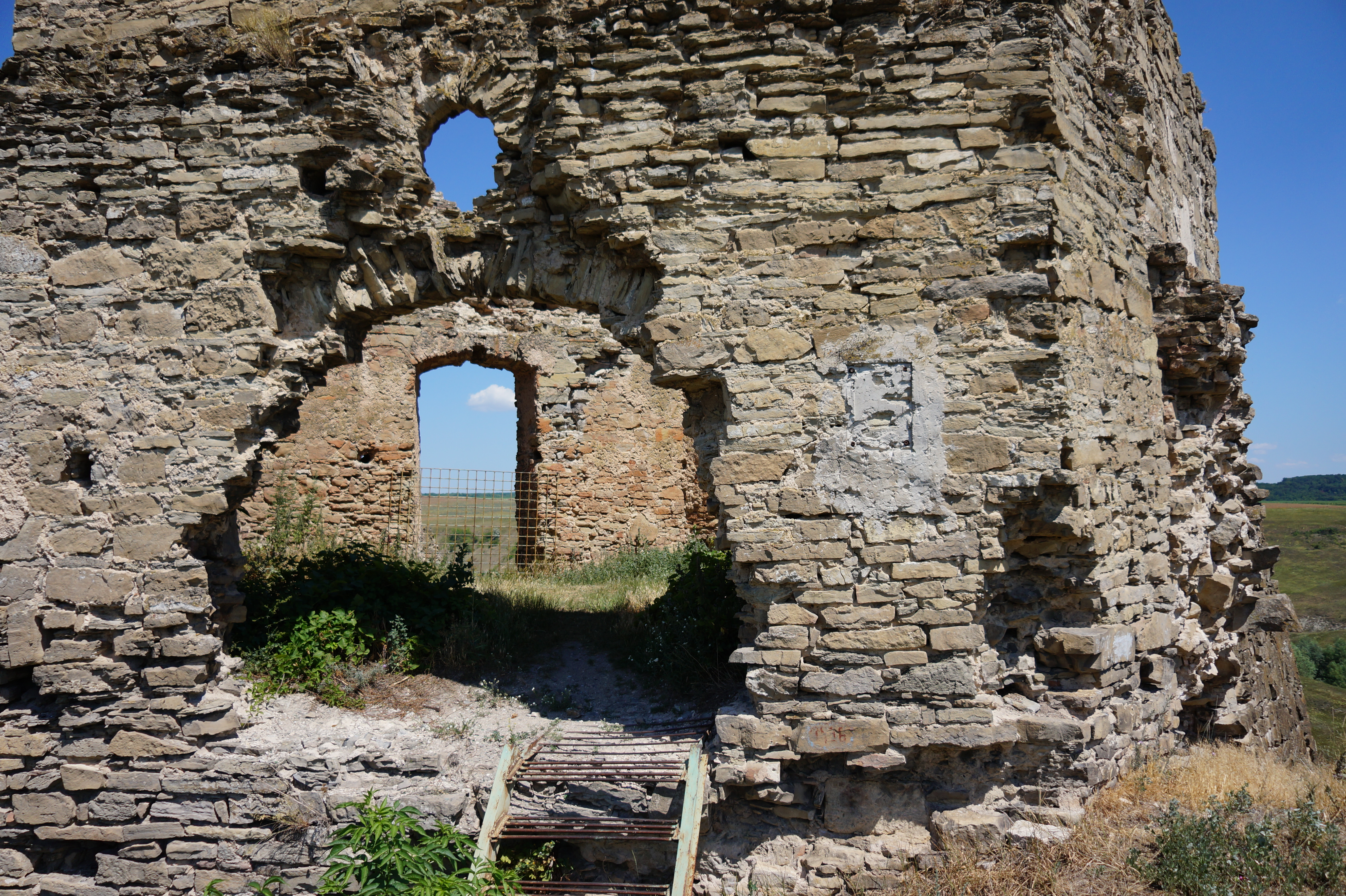
Прохід у вежу
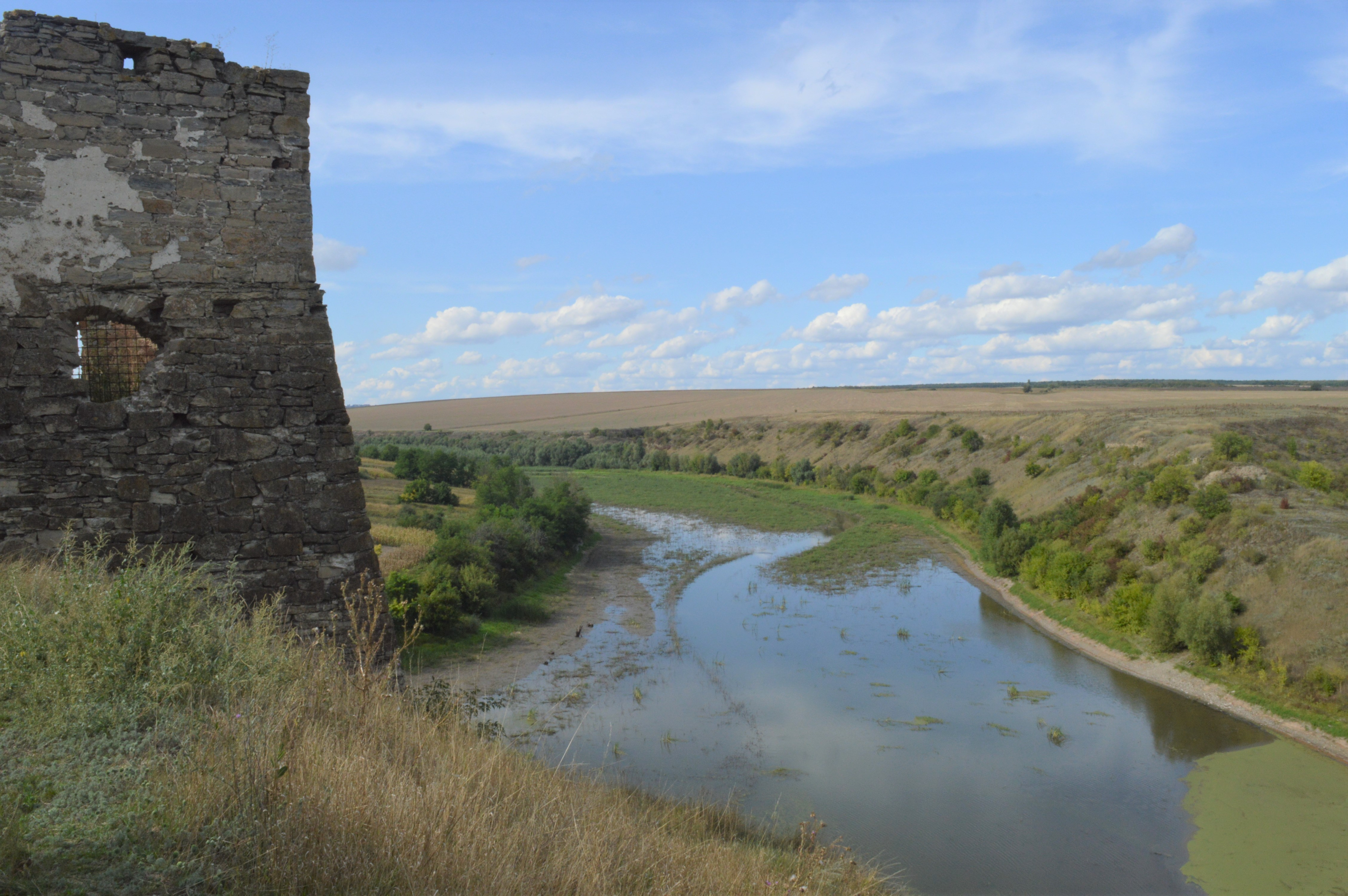
Над Жванчиком
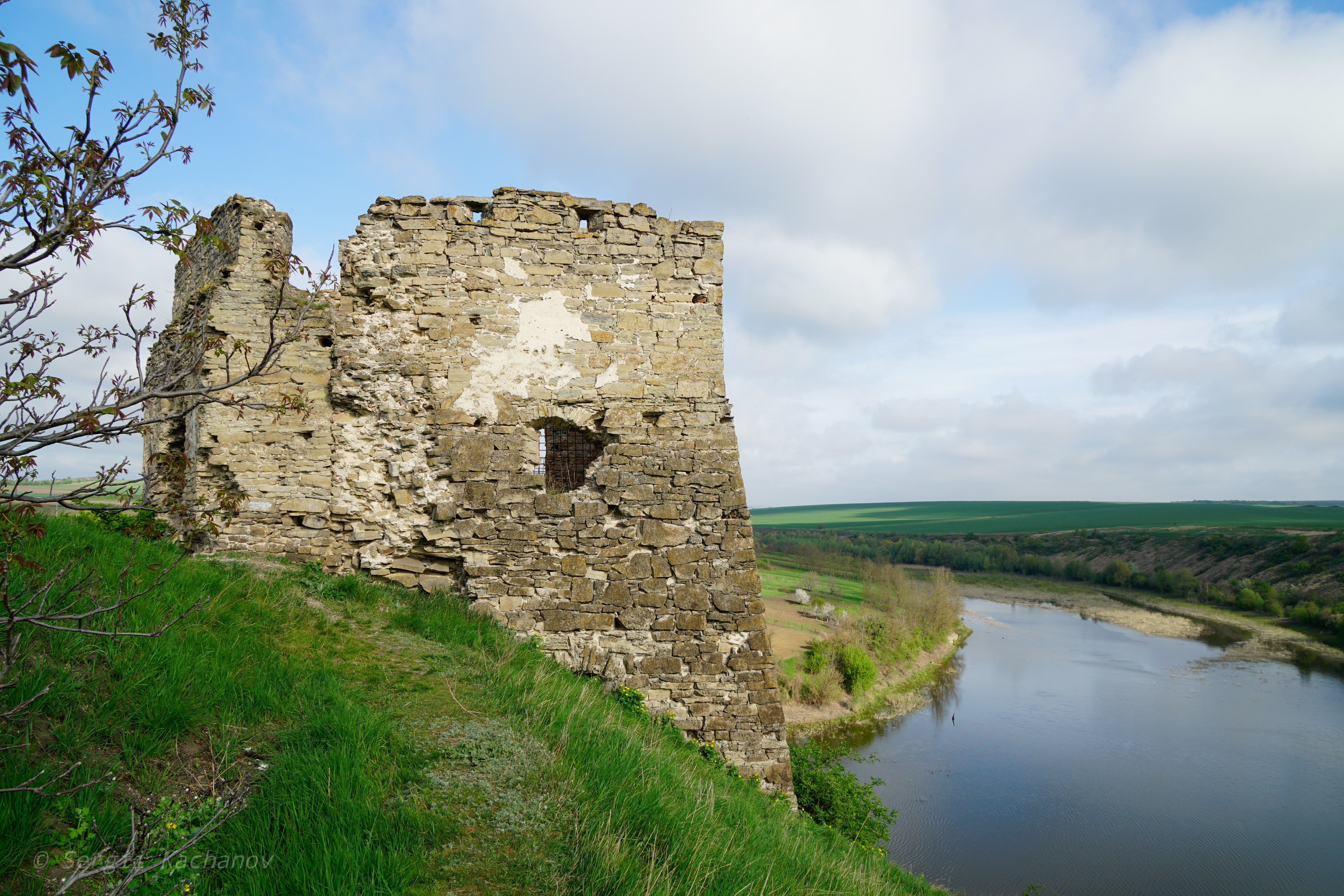
Новий погляд Замок Жванець
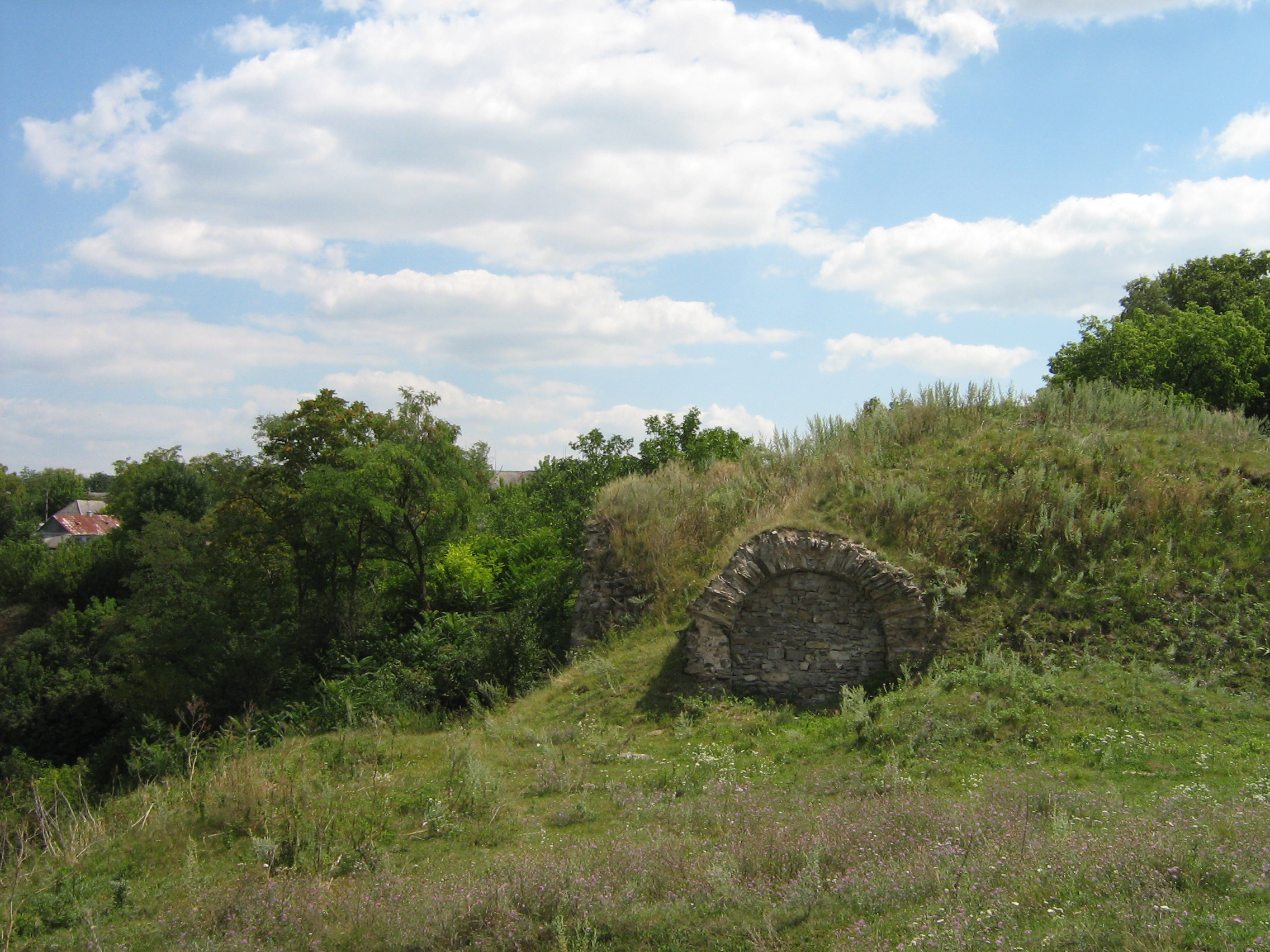
Залишки вежі замку
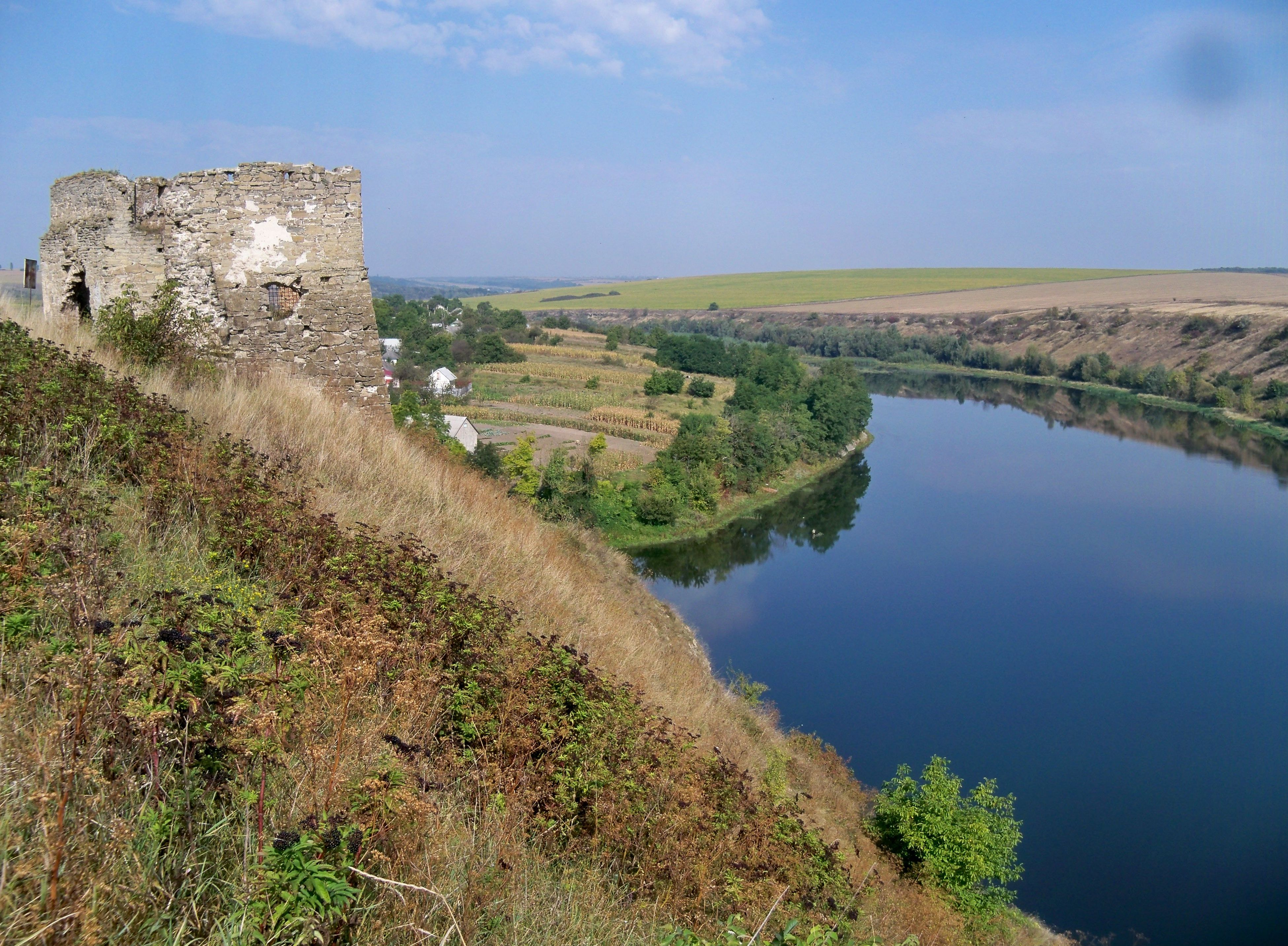
Замок Жванець
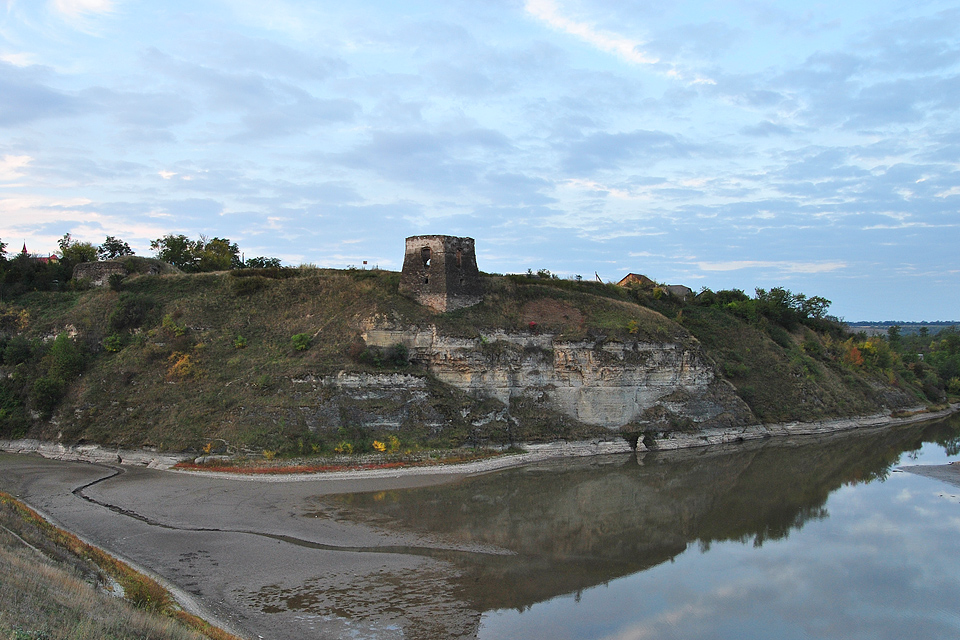
Замок з іншого берега
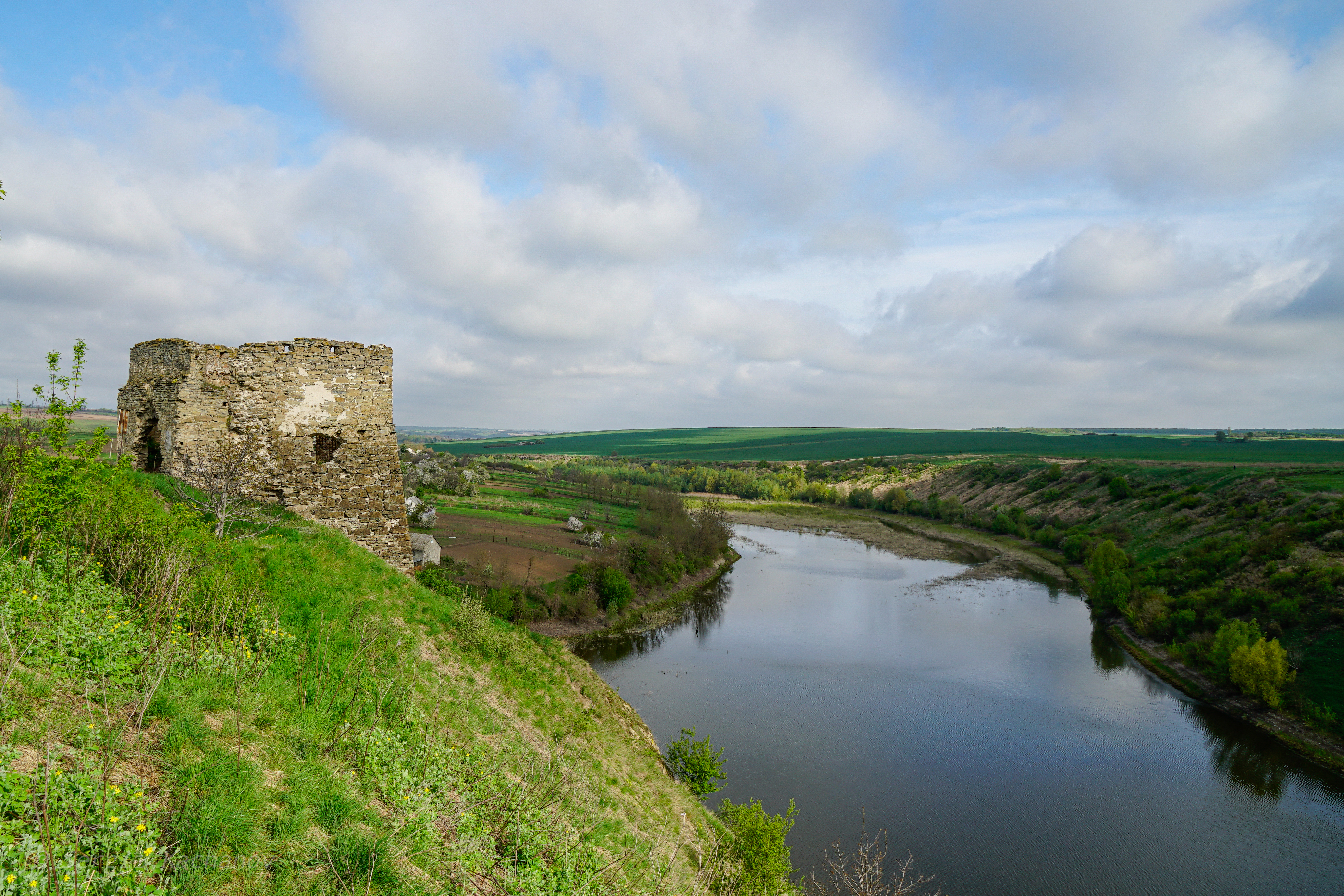
Замок і Жванчик
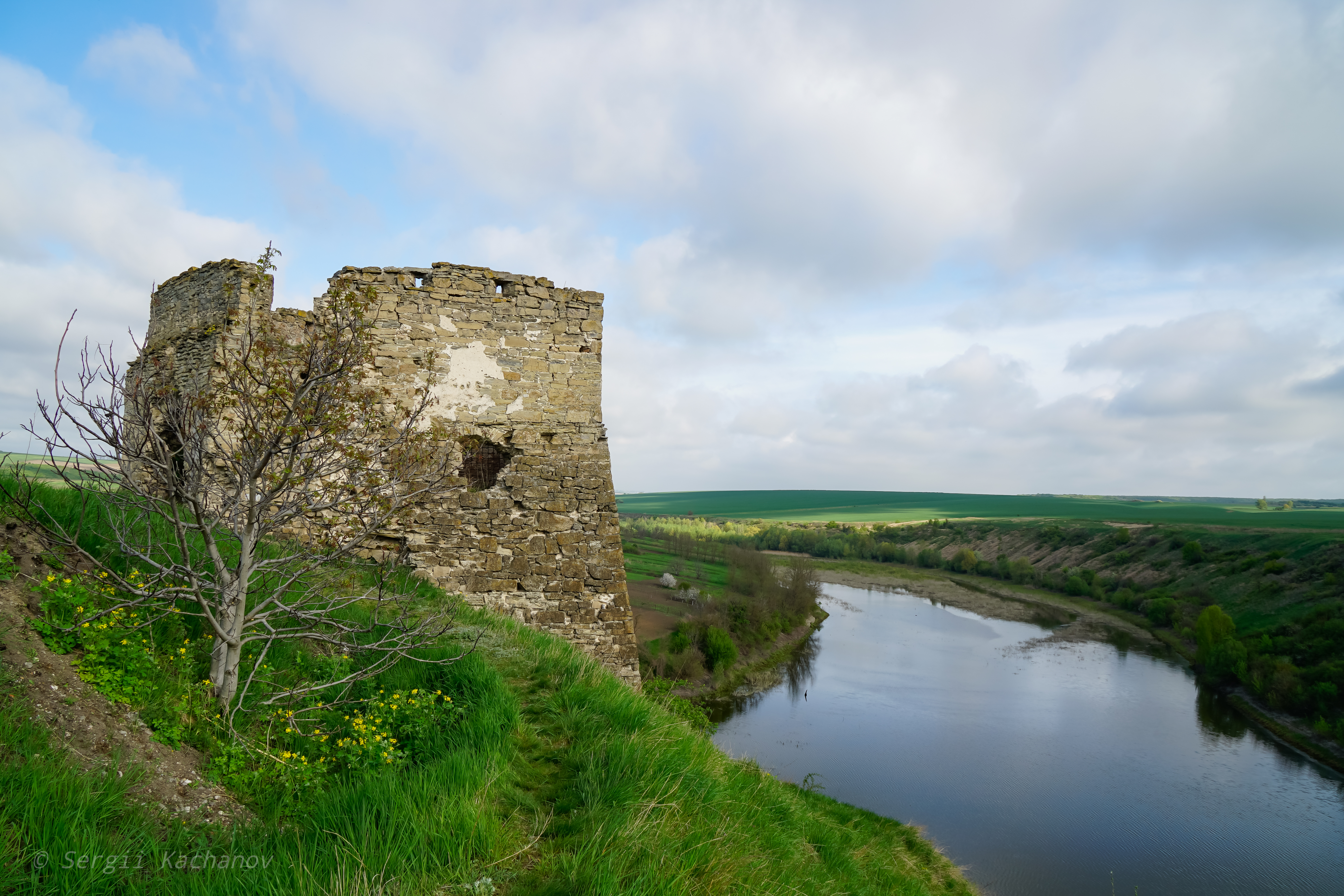
Залишки вежі
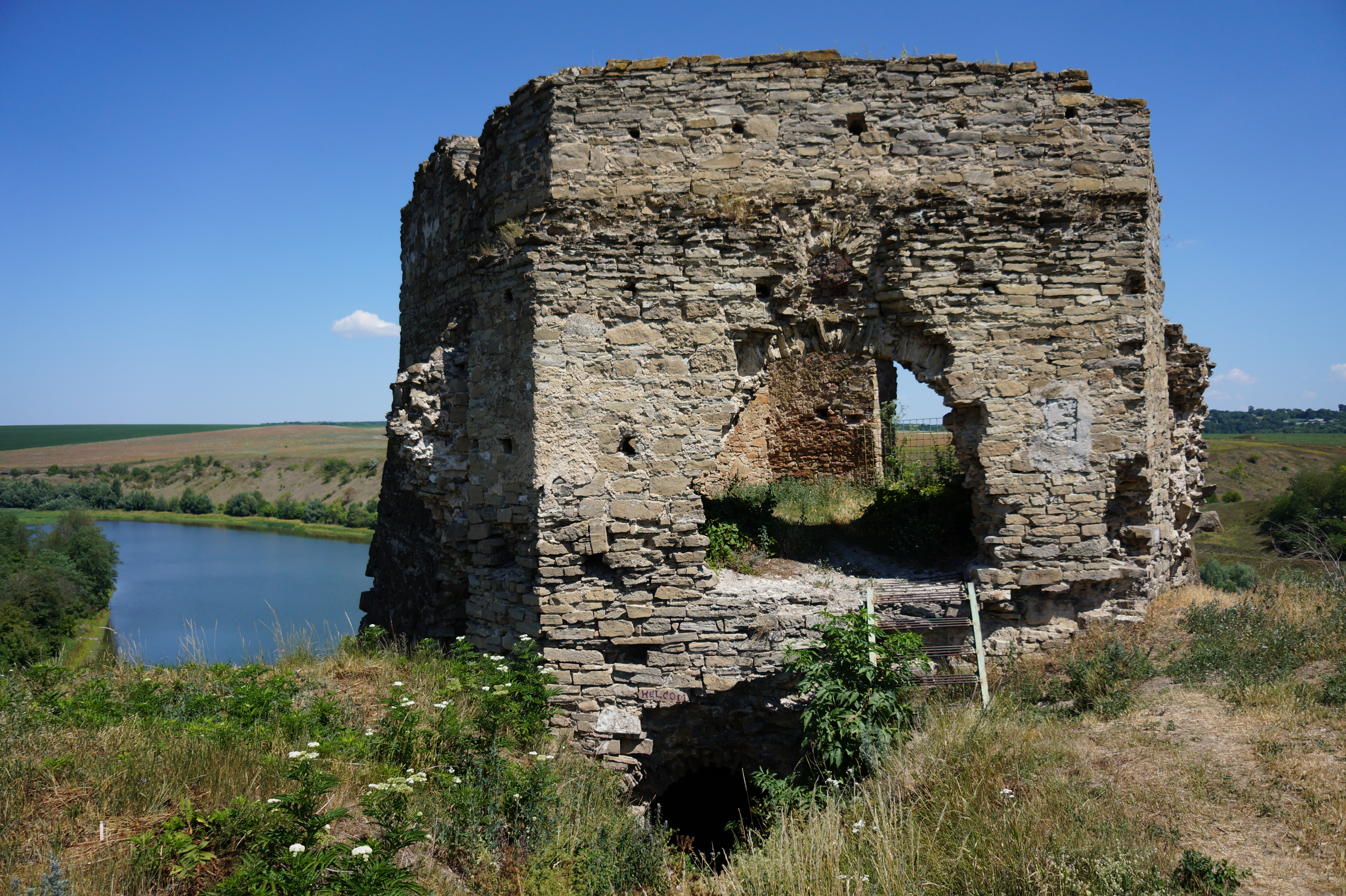
Вежа 2015 рік
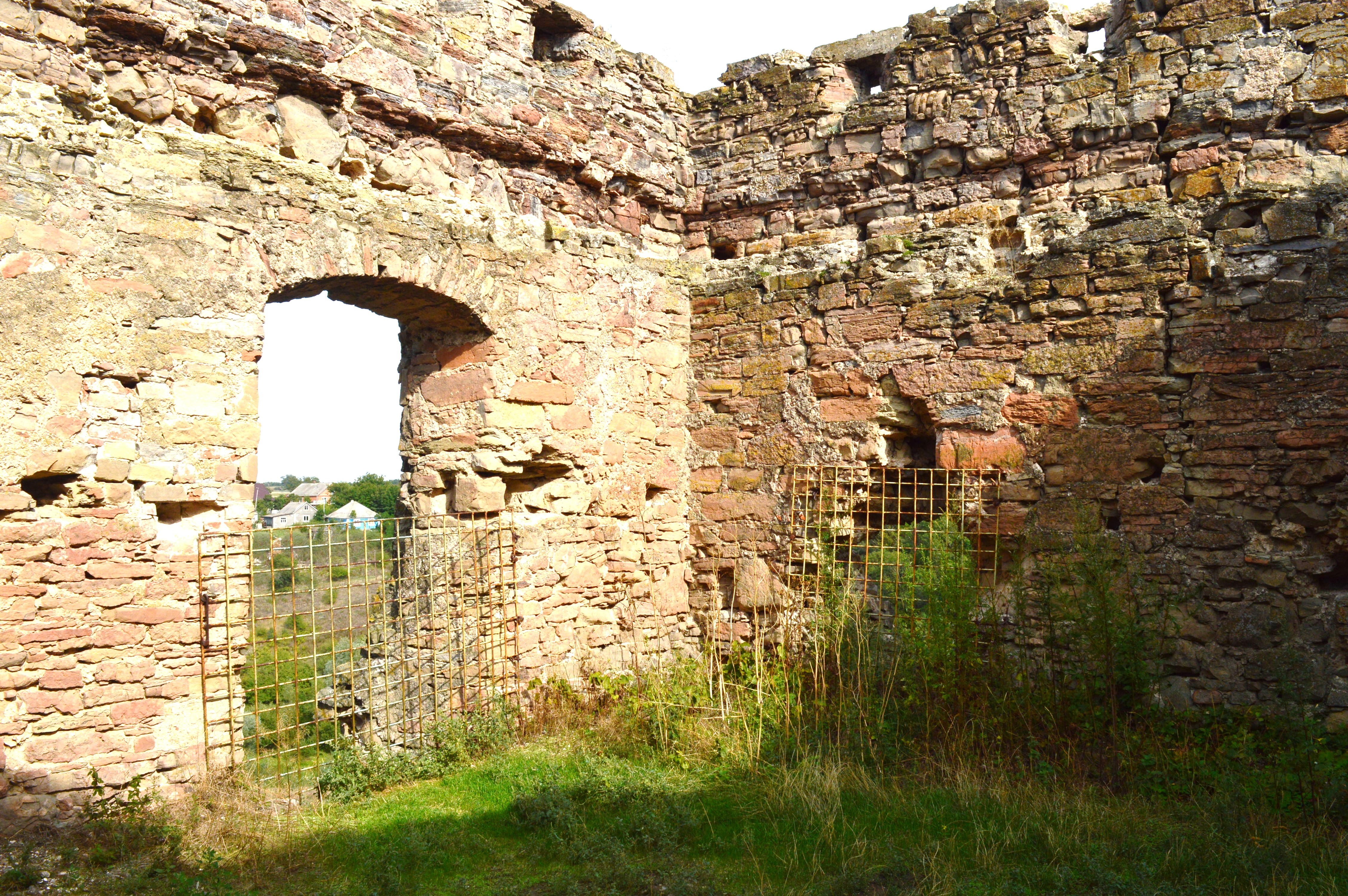
Вежа замку Жванець всередині
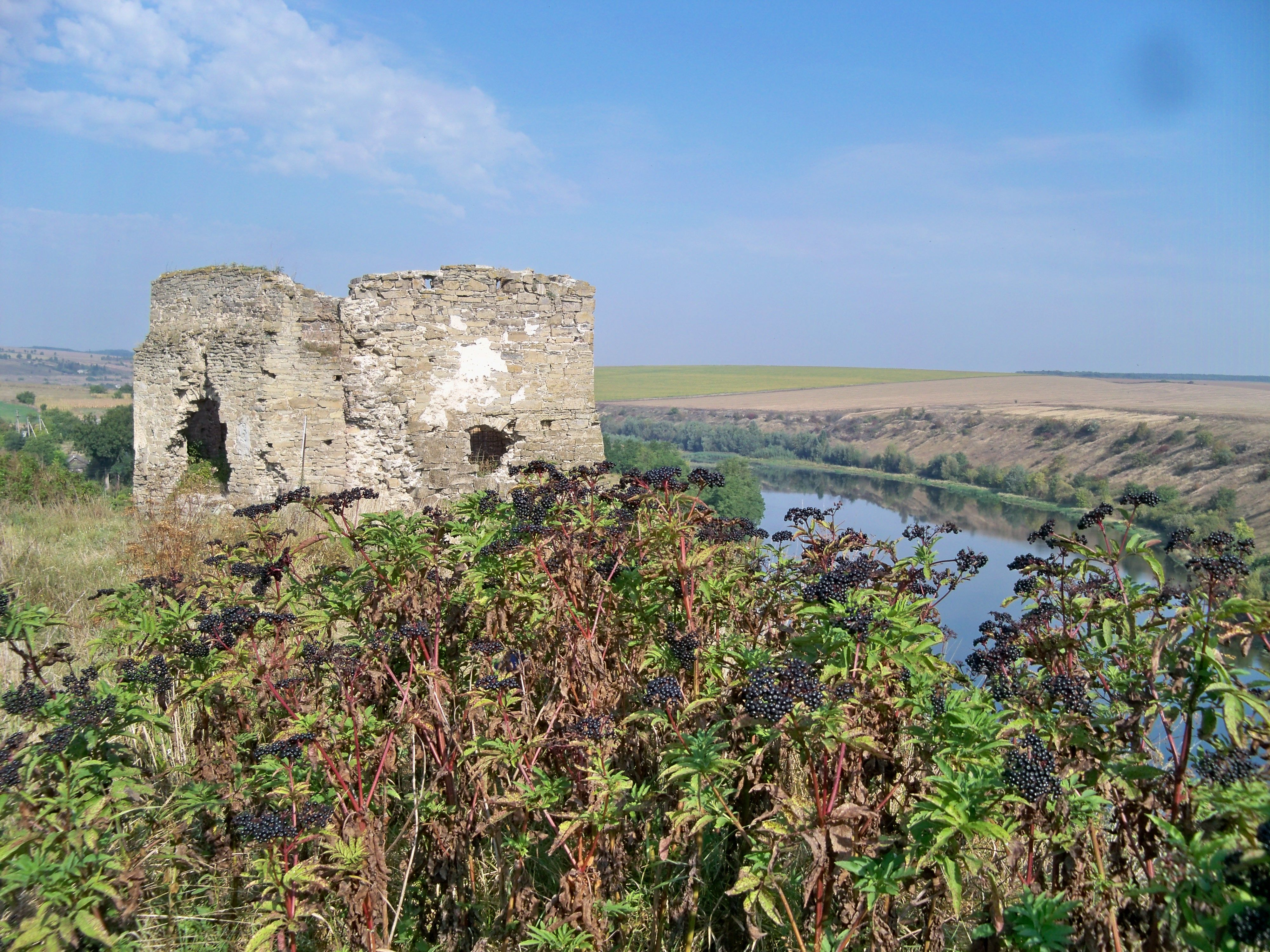
Жванець Замок
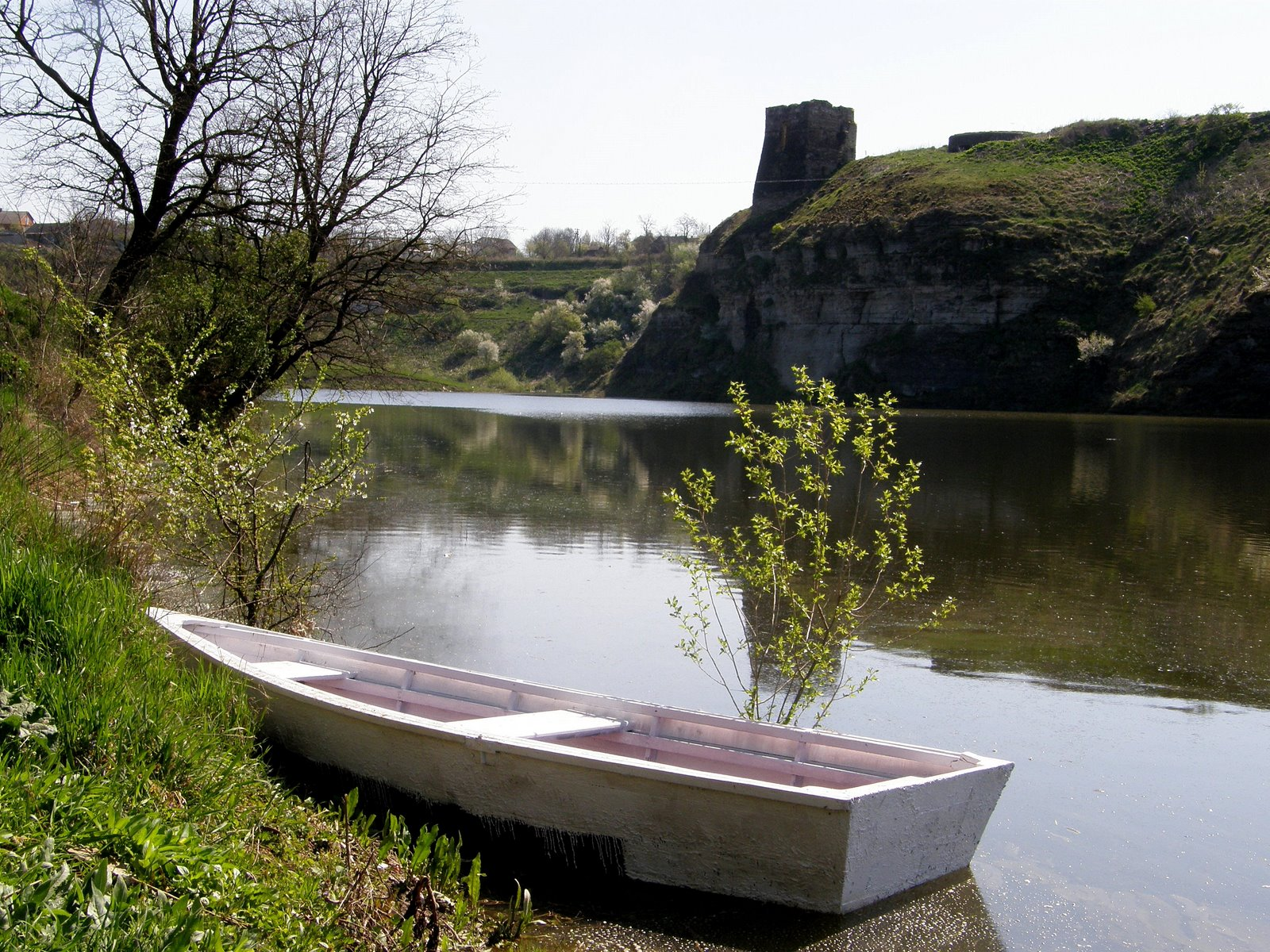
Жванецька твердиня. Сучасність
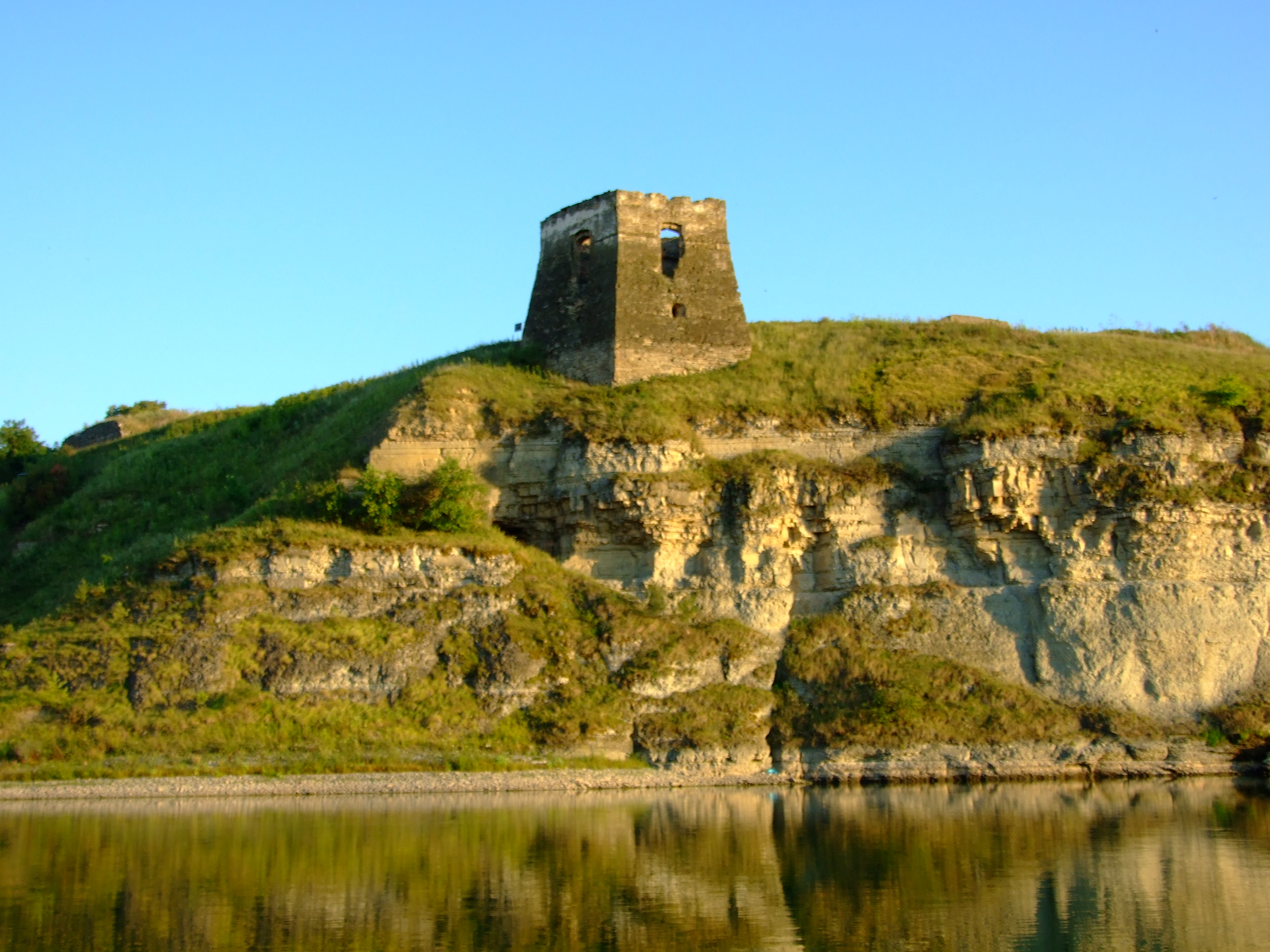
Вежа
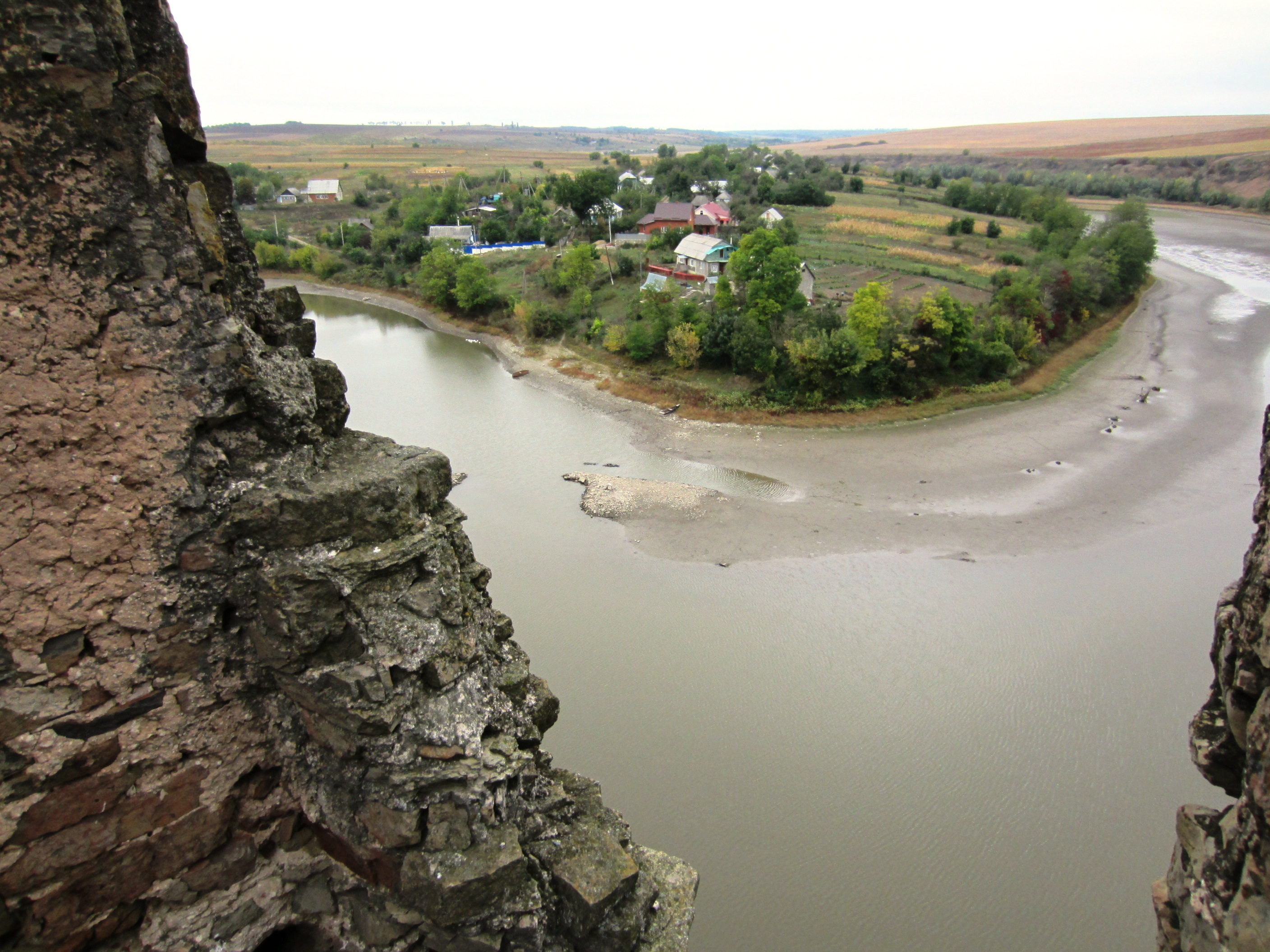
Замок і річка Жванчик
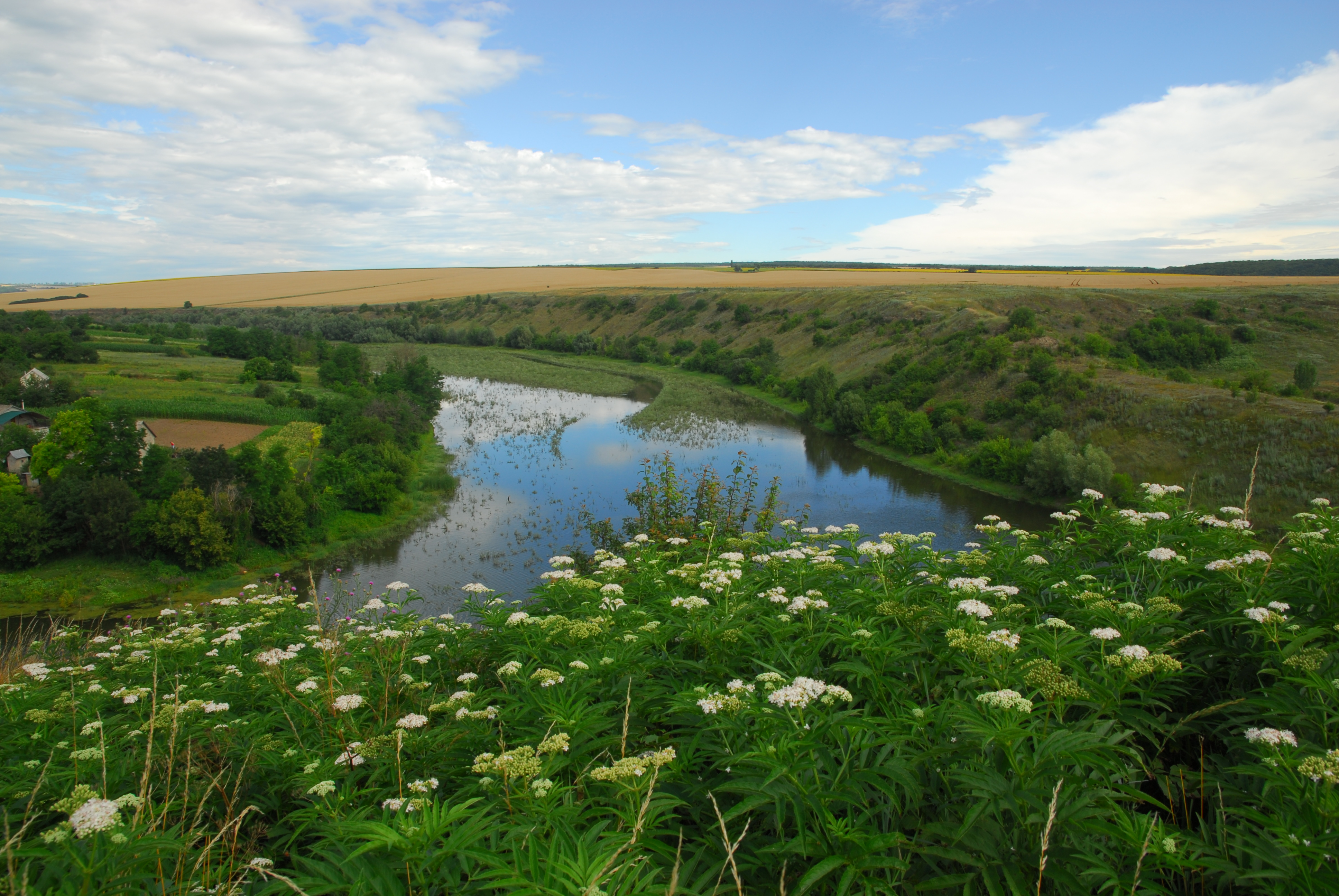
Біля Замку у Жванці

## Див. також

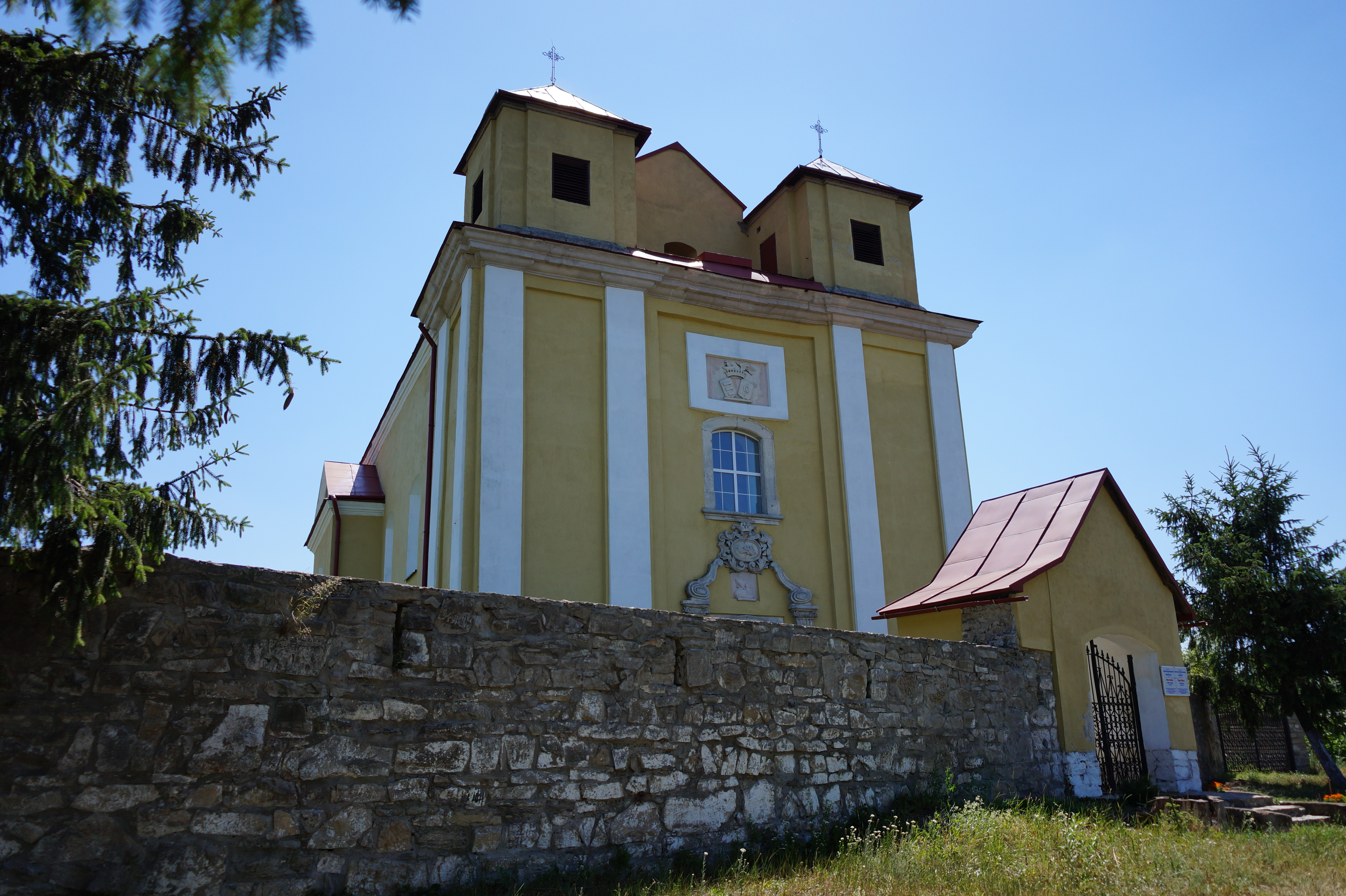
Костел Непорочного Зачаття Пресвятої Діви Марії